# Ceromya longipila
Ceromya longipila är en tvåvingeart som beskrevs av Richter 1993. Ceromya longipila ingår i släktet Ceromya och familjen parasitflugor. Inga underarter finns listade i Catalogue of Life.